# Peavey Mart Centrium
Das Peavey Mart Centrium ist eine Mehrzweckhalle in der kanadischen Stadt Red Deer, Provinz Alberta. Die Veranstaltungshalle liegt im Westerner Park im Süden der Stadt. Der Westerner Park verfügt über mehrere Veranstaltungsstätten, wovon das Centrium die größte ist. Es ist die Heimspielstätte des Eishockey-Franchise Red Deer Rebels aus der Western Hockey League (WHL). Neben den Partien der Rebels wird der Bau für verschiedenste Veranstaltungen wie Konzerte, Motorsport, Eisshows, Curling, Boxen, Rodeo, Wrestling, Zirkus, Messen, Marching-Band-Wettbewerbe oder Tagungen genutzt. Je nach Veranstaltung bieten sich von 2000 bis 7819 Plätze. Der Innenraum kann für kleinere Veranstaltungen durch Vorhänge abgeteilt werden. Für Eishockeyspiele stehen 7111 Plätze zur Verfügung. Zu Konzerten sind es maximal 7819 Plätze.

## Geschichte
Der 23 Mio. CAD teure Bau konnte 1991 abgeschlossen und eingeweiht werden. Er wurde von PBK Architects Inc. und der Group 2 Architecture Engineering Ltd. entworfen. Die Sportarena trug zunächst den Namen Red Deer Centrium. 1995 war die Halle Austragungsort der Eishockey-A-Weltmeisterschaft der Junioren. 1999 wurde das Energieunternehmen Enmax Corporation für 20 Jahre bis 2019 Namenssponsor des Centrium und sie hieß fortan ENMAX Centrium. 2004 und 2012 fand die kanadische Curling-Meisterschaft der Frauen, das Tournament of Hearts, in der Halle in Red Deer statt. Das Centrium war ein Schauplatz der Super Series 2007, ein Vergleich über acht Spiele zwischen den Eishockey-Juniorennationalmannschaften von Kanada und Russland. 2012 wurde die Halle erweitert. Es wurden 13 zusätzliche Luxussuiten, eine Club-Suite mit 40 Sitzplätzen und weitere 1000 Sitzplätze geschaffen. 2015 wurden neue, mit Gummikappen gefederte Banden zum Schutz der Spieler und zur Verbesserung des Puckspiels installiert. Die Halle erfüllt die Anforderungen der National Hockey League (NHL). Das jährliche Finalturnier der Canadian Hockey League, der Memorial Cup, mit den Gastgebern Red Deer Rebels (WHL), den Brandon Wheat Kings (WHL), den Huskies de Rouyn-Noranda (LHJMQ) und den London Knights (OHL) wurde vom 20. bis 29. Mai 2016 in Red Deer ausgetragen. 
Am 12. Juli 2021 erhielt die Heimat der Red Deer Rebels, zwei Jahren nach Ablauf der alten Sponsorenvereinbarung, den Namen Peavey Mart Centrium, nach Peavey Mart, einer in Red Deer ansässigen Kette von Eisenwaren- und Agrarbedarfsgeschäften. Der Vertrag hat zunächst eine Laufzeit von fünf Jahren. Zum finanziellen Volumen des Vertrags wurden keine Angaben gemacht.
Die Eishockey-Weltmeisterschaft der U20-Junioren 2022 sollte vom 26. Dezember 2021 bis 5. Januar 2022 im Rogers Place in Edmonton und im Peavey Mart Centrium in Red Deer stattfinden. Am 29. Dezember wurde das Turnier vom Weltverband IIHF, aufgrund von mehreren COVID-19-Infektionen, abgebrochen. Die IIHF entschied im Februar, dass das WM-Turnier Mitte August 2022 nachgeholt werden soll.